# Binge Audio
Binge Audio est une société française de production et de diffusion de podcasts, cofondée en mai 2015 par Joël Ronez, ancien directeur des nouveaux médias de Radio France, et Gabrielle Boeri-Charles, ex-directrice du Syndicat de la presse indépendante d’information en ligne.

## Modèle économique
La société a trois sources de revenus : les contributions des auditeurs, la publicité intégrée aux programmes et la production de contenus pour des marques ou des médias (80 % de ses revenus en 2018). Elle vise un public jeune, entre 20 et 35 ans,. En 2017, David Carzon (ex-Libération) devient rédacteur en chef de Binge Audio. 
Afin de s'assurer une nouvelle source de revenus, Binge Audio lance en mai 2019 un spectacle, Binge en scène, inspiré de ses émissions et animé par ses producteurs. 
Fin 2018, le Groupe Les Échos-Le Parisien acquiert 33 % de Binge. En 2023, ces parts sont revendues au studio de création de podcasts concurrent Paradiso Média qui prend le contrôle de Binge Audio en devenant actionnaire majoritaire à 62 %,.
En juillet 2024, Paradiso Média, actionnaire majoritaire de Binge Audio, est déclaré en liquidation judiciaire. En août 2024, le tribunal de commerce de Paris place Binge Audio en redressement judiciaire. En décembre 2024, Binge Audio est composé de 12 personnes.

## Programmes
En novembre 2018, Binge Audio lance une émission quotidienne, Programme B, consacré à l'analyse, en 20 minutes, d'un événement d'actualité : « on préfère arriver après tout le monde, mais avec les bons interlocuteurs et un angle inédit », explique David Carzon. Dans Désordres extraordinaires, dans « Programme B », la journaliste Sophie Nivelle-Cardinale raconte ses dix ans de couverture de la révolte puis du conflit syrien. Des épisodes remarqués par Télérama traitent de l'ADN récréatif, ou de la violence des militants de l'ultradroite. Le Monde a attiré l'attention sur l'épisode « Anatomie du fait divers », concernant la curiosité du public pour les affaires criminelles. 
Autre programme phare de la société, l'émission bimensuelle Les Couilles sur la table, animée par Victoire Tuaillon, aborde la question des masculinités contemporaines avec un invité par épisode. Lancée en septembre 2017, elle cumule 450 000 écoutes mensuelles en avril 2019. Pour Marie Salammbô du Temps, l'émission est devenue « une institution dans le domaine du podcast féministe ». En décembre 2024, Victoire Tuaillon est licenciée pour motif économique par Binge Audio. Ses deux podcasts Les Couilles sur la table et Le Cœur sur la table restent la propriété du studio de podcast et leur animation est assurée par la journaliste Naomi Titti,.
En septembre 2018, Rokhaya Diallo et Grace Ly lancent le podcast Kiffe ta race sur la plateforme,,.
Durant deux années, de 2018 à 2020, Jennifer Padjemi anime le podcast Miroir Miroir. Celui-ci aborde les questions relatives aux corps, telles que la grossophobie, la calvitie, la pilosité ou la dépigmentation et tente de déconstruire les injonctions à la beauté imposées de la société.
Puis en janvier 2020, Binge Audio collabore avec Sorbonne Université et lance 7e science, une série de podcasts qui s'intéresse aux liens entre la fiction et la science. Animé par Perrine Quennesson, cette série "utilise le prétexte cinématographique pour creuser de véritables questions scientifiques avec des chercheurs et enseignants-chercheurs de l’université". Elle aborde des sujets de Lettres, de Médecine, de Sciences ou d’Ingénierie à travers des classiques du cinéma.
Le 22 juin 2022, le premier épisode du podcast Encore Heureux sort. Ce podcast est présenté par Camille Teste traite de santé mentale et sort plus ou moins deux épisodes par mois.

## Binge audio éditions
En 2019, Binge audio décide de publier le livre Les couilles sur la table de Victoire Tuaillon qui synthétise son podcast sur les masculinités et le nourrit de ressources complémentaires, en recrutant directement une éditrice en interne, et via un système de financement participatif. Le livre s'écoule à plus de 50 000 exemplaires.
Fort de ce succès, en 2021, Binge Audio lance sa maison d'édition et publie le livre Le cœur sur la table de Victoire Tuaillon ainsi qu'une collection d'essais.